# オイデルミン
オイデルミン（EUDERMIN）は、資生堂から発売されている化粧液の一つである。
1897年（明治30年）から発売され続けているロングセラー商品のひとつ。それまで医薬品事業を中心としていた資生堂が、化粧品事業に参入する際に製造・発売した最初の化粧品である。オイデルミンという名前の由来は、ギリシャ語の｢eu｣（良い）と｢derma｣（皮膚）から。鮮やかな赤い液色が特徴。「皮膚を艶美滑沢ならしむる高等の化粧料」と広告を展開し、当時としては非常に高価な25銭での発売であったが、徐々に売れ行きを伸ばし、「資生堂の赤い水」と呼ばれて好まれた。何度かパッケージデザインの変更が行われたが、現在は発売当初のデザインを守るふき取り用化粧液の「オイデルミン（N）」と、1997年に発売100周年を記念して大きくデザインを変えて発売された、保湿化粧液の「オイデルミン」がある。
1997年に発表されたオイデルミンは、資生堂専属のフランス人デザイナー、セルジュ・ルタンスによりボトルからラベル、宣伝に至るまでトータルなデザインがなされ、業界では大きな話題を呼んだ。
このオイデルミンは、資生堂商品でも珍しいフランス製である。